# Mstów (gromada)
Mstów – dawna gromada, czyli najmniejsza jednostka podziału terytorialnego Polskiej Rzeczypospolitej Ludowej w latach 1954–1972.
Gromady, z gromadzkimi radami narodowymi (GRN) jako organami władzy najniższego stopnia na wsi, funkcjonowały od reformy reorganizującej administrację wiejską przeprowadzonej jesienią 1954 do momentu ich zniesienia z dniem 1 stycznia 1973, tym samym wypierając organizację gminną w latach 1954–1972.
Gromadę Mstów z siedzibą GRN w Mstowie utworzono – jako jedną z 8759 gromad na obszarze Polski – w powiecie częstochowskim w woj. stalinogrodzkim, na mocy uchwały nr 17/54 WRN w Stalinogrodzie z dnia 5 października 1954. W skład jednostki weszły obszary dotychczasowych gromad Cegielnia, Jaskrów, Kuchary, Kłobukowice i Mstów oraz kolonia Siedlec i osada Siedlec (Grodzisko-Podlesie) z dotychczasowej gromady Gąszczyk ze zniesionej gminy Mstów w tymże powiecie, a także oddziały leśne nr nr 220–228 z Nadleśnictwa Olsztyn. Dla gromady ustalono 27 członków gromadzkiej rady narodowej.
20 grudnia 1956 województwo stalinogrodzkie przemianowano (z powrotem) na katowickie.
31 grudnia 1959 do gromady Mstów włączono wieś Łuszczyn ze zniesionej gromady Krasice oraz wieś Zawada z przysiółkami Hektary, Kolonia Angielska, Kolonia Zawada, Noworokitno i Wacławów ze zniesionej gromady Zawada w tymże powiecie.
31 grudnia 1961 do gromady Mstów włączono obszar zniesionej gromady Brzyszów w tymże powiecie.
Gromada przetrwała do końca 1972 roku, czyli do kolejnej reformy gminnej. 1 stycznia 1973 w powiecie częstochowskim reaktywowano gminę Mstów.